# Meghan und Harry bei Oprah – Das Interview
Meghan und Harry bei Oprah – Das Interview (Originaltitel Oprah with Meghan and Harry) ist ein amerikanisches TV-Interview von Oprah Winfrey mit Meghan, Herzogin von Sussex und ihrem Ehemann, Prinz Harry, Herzog von Sussex, aus dem Jahr 2021. Es wurde erstmals am 7. März 2021 von CBS in den Vereinigten Staaten und anschließend von ITV im Vereinigten Königreich sowie in 67 weiteren Ländern ausgestrahlt.

## Inhalt
Im Interview wurden verschiedene Themen besprochen. Meghan sprach über ihren Einstieg in das Leben als Royal, die Ehe, die Mutterschaft und wie sie mit dem Leben unter starkem öffentlichen Druck umgeht. Sie sagte auch, dass das Paar im Jahr 2018 einen privaten Austausch von Ehegelübden machte, bereits drei Tage vor ihrer öffentlichen Hochzeitszeremonie. Harry gesellte sich später zu ihr und die beiden sprachen über ihren Umzug vom Vereinigten Königreich in die Vereinigten Staaten im Jahr 2020 und ihre Pläne für die Zukunft sowie über das Geschlecht ihres zweiten Kindes, einem Mädchen, das im Sommer 2021 geboren werden soll.
Meghan machte einen Unterschied zwischen der königlichen Familie und denen, die die Institution der Monarchie leiten: „Es ist schwer für die Leute, die beiden zu unterscheiden, weil es ein Familienunternehmen ist, richtig, es gibt die Familie und dann gibt es die Leute, die die Institution leiten, das sind zwei verschiedene Dinge … die Königin, zum Beispiel, war immer wunderbar zu mir.“ Obwohl Meghan sagte, dass sie bereits einige Dinge über die königliche Familie wusste, sei diese kein regelmäßiges Gesprächsthema gewesen, als sie aufwuchs. Sie kommentierte, dass sie „naiv“ in die königliche Familie eintrat, da sie keine eigenen Nachforschungen anstellte, weil sie das Gefühl hatte, dass Harry ihr alles sagen würde, was sie wissen müsse. Sie erwähnte weiter, dass sie kein richtiges Training für die königlichen Protokolle erhalten habe. Mit Hilfe von Sarah, Herzogin von York, hatte sie vor dem ersten Treffen mit der Königin geübt, wie man knickst. Meghan sagte, dass über einen angeblichen Vorfall vor der Hochzeit mit Harry, bei dem sie ihre Schwägerin Catherine, Duchess of Cambridge, zum Weinen gebracht haben soll, verdreht berichtet wurde. Catherine habe tatsächlich sie wegen plötzlich verlangter Änderungen der Blumenmädchenkleider zum Weinen gebracht, sich aber nachträglich dafür entschuldigt und ihr eine Nachricht und Blumen geschickt. Sie kritisierte auch die Institution dafür, die Wahrheit über solche Ereignisse zu kennen, aber nie zu korrigieren.
Ansonsten sagte Meghan, dass sie während ihrer Zeit als Senior Royal zum Schweigen gebracht wurde, vermutlich von Palastbeamten. Sie glaubte, Schutz zu erhalten, wenn sie sich nicht zu ihrem Leben äußere, sagte aber, dass eine solche Gegenseitigkeit nicht stattfand. Als sie mit Archie schwanger war, habe Harry ihr gesagt, der Palast würde dem Baby weder den Titel eines Prinzen geben, noch würde er Personenschutz erhalten. Sie machte sich Sorgen über fehlenden Personenschutz für ihren Sohn, besonders angesichts der Art und Weise, wie die Boulevardpresse sie behandelt hatte. Harry sagte, er habe während der Schwangerschaft mit einem ungenannten Mitglied der königlichen Familie darüber gesprochen, „wie dunkel“ Archies Haut sein würde. Als er jedoch später nach weiteren Details zu jenem Gespräch gefragt wurde, sagte Harry, dass er „niemals mehr“ über dieses Gespräch verraten werde. Winfrey erklärte später, ihr sei nicht gesagt worden, wer beteiligt war, nur, dass es weder die Königin noch deren Ehemann war.
Meghan diskutierte Selbstmordgedanken und sagte: „Ich wollte nicht mehr am Leben sein“. Sie sagte, sie sei zu mehreren hochrangigen Palastbeamten gegangen, um Hilfe zu suchen oder sich in ein Krankenhaus einweisen zu lassen. Ihr wurde gesagt, dass das nicht gut für das öffentliche Image wäre. Meghan sprach darüber, dass sie sich gefangen fühlte und erzählte Winfrey, ihr seien Führerschein, Reisepass und ihre Kreditkarten vor der Hochzeit abgenommen und ihr nicht mehr zur Verfügung gestellt worden. Harry sprach über die Art und Weise, wie Meghan behandelt wurde: „Ich sah, wie sich die Geschichte wiederholt“. Er zog Vergleiche zu seiner verstorbenen Mutter Diana, Princess of Wales, und machte sich Sorgen, dass sich so ein tragisches Ende bei Meghan wiederholen könnte. Harry behauptete, dass er als Royal erst zurücktrat, nachdem klar wurde, dass die Hilfe, um die er bat, nicht kam. Er glaubte, dass, nachdem er und Meghan im Oktober 2018 durch Australien tourten, Mitglieder der königlichen Familie neidisch auf die „mühelose“ Art und Weise waren, in der Meghan in der Lage war, mit den Menschen im Commonwealth zu interagieren.
Harry sagte, dass es eine Periode (von unbestimmter Dauer) gab, in der sein Vater Charles, Prince of Wales, seine Telefonanrufe nicht beantwortete, und er sich „wirklich im Stich gelassen“ fühlte. Harry drückte auch seine Zuneigung zu seinem älteren Bruder William aus, erklärte aber, sie seien „auf verschiedenen Wegen“.
Harry und Meghan bestritten, die Queen mit ihrer Entscheidung, als Senior Royals zurückzutreten, „überrumpelt“ zu haben und behaupteten, vorher Gespräche mit der königlichen Familie geführt zu haben. Auf die Frage von Winfrey, ob er die Monarchie ohne Meghan verlassen hätte, sagte Harry, dass er das nicht getan hätte. Meghan habe ihm die Augen dafür geöffnet, wie gefangen er in der „Institution“ sei, in die er hineingeboren worden sei. Harry sagte, dass er und Meghan ursprünglich nicht geplant hatten, kommerzielle Deals wie die mit Netflix und Spotify zu schmieden, aber dass sie selbst für ihre Sicherheit bezahlen mussten, nachdem die königliche Familie ihnen weiteren Personenschutz verweigerte und dann Anfang 2020 die finanzielle Unterstützung beendete. Das Paar enthüllte später, dass Tyler Perry ihnen, nachdem der königliche Schutz nicht mehr gegeben war, ein sicheres Haus (in Beverly Hills) zur Verfügung stellte, bis sie in der Lage zu einem alternativen Plan waren. Harry fügte hinzu, dass er in der Lage sei, die Familie durch das von seiner Mutter geerbte Geld zu versorgen. Harry und Meghan sagten beide, dass sie zunächst nicht vorhatten, ihre Rollen in der königlichen Familie komplett zu verlassen, sondern nur in kleinere Rollen zurücktreten wollten. Am Ende des Interviews erklärte Harry, seine Beziehung mit Meghan habe ihn „gerettet“, während sie hinzufügte, dass seine Entscheidungen ihre gesamte Familie gerettet hätten, wobei sie sich auf sie beide und Archie bezog.
Zusätzliches Filmmaterial
Vier Clips, die während der Hauptsendung nicht ausgestrahlt wurden, wurden am nächsten Tag bei CBS This Morning gezeigt. Auf die Frage, ob Rassismus bei ihrer Entscheidung, Großbritannien zu verlassen, eine Rolle gespielt hat, antwortete Harry, dass „das ein großer Teil davon war“. Er fügte auch hinzu, dass er nicht glaubt, Großbritannien sei bigott. Harry fuhr fort, dass die Königin ein geplantes Treffen mit dem Paar in Sandringham aufgrund ihres Terminkalenders absagen musste, nachdem sie den Palast über deren Entscheidung informiert hatte, das Land zu verlassen. Harrys Bitte um ein weiteres Treffen wurde am Telefon direkt von der Königin abgelehnt, wobei er diese Entscheidung dem Einfluss ihrer Berater zuschreibt. Das Paar besprach auch die Berichterstattung über Meghan in der Boulevardpresse und das (ihrer Meinung nach) toxische Umfeld innerhalb der königlichen Institution. Harry führte diese wahrgenommene Toxizität auf „Angst vor Kontrolle durch die britische Boulevardpresse“ zurück und meinte, seine königliche Familie habe sich dieser Umgebung angepasst.
Meghan fügte hinzu, was sie erlebt habe, als sie der königlichen Familie beitrat, unterschied sich von dem ihrer Schwägerin Catherine, vor allem weil die sozialen Medien in ihrer heutigen Form damals noch nicht existierten. Sie sprach auch von schlechter Presseberichterstattung, mit der die gesamte königliche Familie umgehen müsse, aber die über sie hatte zusätzlich das Element von Rassismus. Außerdem sprach Meghan über ihr Gespräch mit ihrem eigenen Vater in den Tagen vor ihrer Hochzeit. Sie erklärte, dass er ihr, obwohl seine Beziehung zur Presse ihrem Ruf schaden könne, nicht verriet, was er vorhatte. Sie drückte ihr Mitgefühl für ihn aus, da auch er von der Presse „gejagt“ wurde, lobte aber ihre Mutter, die in der gleichen Situation „würdevoll schwieg“. Sie erklärte weiter, dass sie ihre Halbschwester kaum kenne und stellte deren Glaubwürdigkeit in Frage, ein Enthüllungsbuch zu schreiben. Sie fügte hinzu, ihre Halbschwester habe ihren Nachnamen erst wieder in Markle geändert, als Meghan mit Harry zusammenkam. In einem weiteren Clip, der von O, The Oprah Magazine veröffentlicht wurde, sprach Meghan über „ein grundlegendes Recht auf Privatsphäre“. Sie räumte ein, dass sie als Personen des öffentlichen Lebens nie um vollständige Privatsphäre gebeten haben, aber es solle an ihnen liegen, welche Teile sie mit der Öffentlichkeit teilen.

## Hintergrund
Obwohl Winfrey bei der Hochzeit von Prinz Harry und Meghan Markle im Jahr 2018 zu Gast war, diskutierte das Paar erstmals 2019 in der ITV-Dokumentation Harry and Meghan: An African Journey with Tom Bradby über ihre Erfahrungen mit den Medien und dem öffentlichen Leben. Im März 2020 traten Harry und Meghan dann als berufstätige Mitglieder des britischen Königshauses zurück, um nach Nordamerika zu ziehen und finanziell unabhängig zu werden, vorbehaltlich einer zwölfmonatigen Übergangsfrist, sollte sich ihre Meinung ändern. Im Juni 2020 wurde ein Haus im kalifornischen Montecito gekauft, in der „Enklave der Super-Reichen“ von Winfrey und anderen Hollywood-Prominenten.
Am 19. Februar 2021 bestätigte der Buckingham-Palast, dass Harry und Meghan nicht mehr als berufstätige Mitglieder der königlichen Familie zurückkehren werden, der Herzog als ehrenamtlicher Generalkapitän der Royal Marines zurücktreten und alle anderen ehrenamtlichen militärischen Ernennungen aufgeben werde. Sowohl Harry als auch Meghan gaben auch ihre königlichen Schirmherrschaften auf, darunter die Präsidentschaft bzw. Vizepräsidentschaft des The Queen’s Commonwealth Trust. Am 26. Februar veröffentlichte The Late Late Show with James Corden ein 17-minütiges Filmsegment mit dem Titel An Afternoon with Prince Harry & James Corden, in dem Meghan einen Cameo-Auftritt per Videoanruf hatte.
Im März 2021 berichtete die Times, dass 2018 eine Beschwerde wegen Belästigung am Arbeitsplatz gegen Meghan von ihrem ehemaligen leitenden königlichen Berater eingereicht wurde, nachdem es zu verschiedenen Vorfällen mit drei anderen Mitarbeitern gekommen war. Vertreter von Meghan und Harry prangerten die Berichte als „Fehlinformation“ an.

## Produktion und Freigabe
Winfrey dementierte zunächst Berichte über ein „tell-all Interview“ im Januar 2020. ITV News berichtete zuerst, dass Meghan und Harry im Februar 2021 einen Interview-Vertrag abschließen würden, der anschließend von CBS bestätigt wurde. Das Wall Street Journal berichtete, dass CBS „eine Lizenzgebühr zwischen $7 Millionen und $9 Millionen“ für die Übertragungsrechte bezahlt hätte. Das Netzwerk verlangte außerdem 325.000 Dollar für 30 Sekunden Werbezeit während der Ausstrahlung. Meghan und Harry wurden nicht für das Interview bezahlt.
Produziert von Winfreys Harpo Productions, fanden die Aufnahmen im Freien im Santa Barbara County im Haus eines ungenannten Freundes von Winfrey statt. Das Special feierte am 7. März 2021 auf CBS Premiere und wurde am folgenden Tag auf ITV in Großbritannien ausgestrahlt. ViacomCBS Global Distribution übernahm den internationalen Vertrieb. Winfrey erschien am 8. März bei CBS This Morning, um Material zu präsentieren, das nicht in dem Special enthalten war.

## Wahrheitsgehalt und Kontext der Behauptungen

### Titel ihres Sohnes Archie
Archie erhielt bei seiner Geburt keinen Höflichkeitstitel, obwohl er berechtigt war, den älteren Nebentitel seines Vaters, Earl of Dumbarton, zu verwenden. Zum Zeitpunkt von Archies Geburt wurde berichtet, es sei Meghans und Harrys eigene Entscheidung gewesen, ihn keinen Ehrentitel tragen zu lassen, da sie wünschten, dass er als Privatperson aufwächst. Eine königliche Erklärung von König Georg V. von 1917 beschränkt überdies den Titel „Prinz“ oder „Prinzessin“ auf Kinder des Monarchen, Enkelkinder des Monarchen in männlicher Linie und auf den ältesten Sohn des ältesten Sohnes des Prince of Wales. Seit der Thronbesteigung von König Charles III hat Archie somit Anspruch auf den Titel eines Prinzen, da er seitdem Enkel des Monarchen ist. Im Jahr 2012 erließ die Königin ihr eigenes Dekret, dass alle Kinder von William (also ihre Urenkel) den Titel eines Prinzen oder einer Prinzessin erhalten (William war damals der älteste Sohn des Prince of Wales). Sie hat kein ähnliches Dekret erlassen, um auch den Kindern des jüngeren Sohnes des Prince of Wales solche Titel zu gewähren. Meghan deutete an, dass die Regeln des Patentschreibens von 1917 geändert werden sollten, um zu verhindern, dass Archie in Zukunft ein Prinz wird. Laut Bob Morris von der Constitution Unit könnte dies jedoch auf die seit langem bestehende Idee von Prinz Charles zurückzuführen sein, die Königsfamilie zu verschlanken, wobei ein Mechanismus dafür noch nicht bekannt gegeben wurde.

### Hautfarbe
In dem Interview erzählte Meghan aus zweiter Hand (es wurde Harry gesagt, nicht ihr), dass es „Bedenken und Gespräche darüber gab, wie dunkel [Archies] Haut sein könnte, wenn er geboren wird“. Im Gegensatz zu anderen Gesprächen und Kommentaren gab Harry auf die Frage zu diesem Thema an, dass es sich um einen einzigen Fall handelte: „Diese Unterhaltung werde ich nie teilen. Aber zu der Zeit war es peinlich. Ich war ein bisschen schockiert.“ Winfrey erklärte später, dass diese Kommentare weder von der Königin noch von Prinz Philip kamen.
Die Autorin Lady Colin Campbell sagte später, dass die Kommentare von Harrys Tante Anne, der Princess Royal, gemacht wurden. Jedoch gab es ein „Missverständnis“, laut verschiedener Quellen wurde das Gespräch „verdreht“. Campbell erklärte, dass sich Annes Kommentare auf Meghans „Verhalten und Charakter“ bezogen und fügte hinzu: „Es gab keine Bedenken wegen Meghans Farbe. Prinzessin Anne war zu Recht besorgt, dass es große Probleme geben würde, wenn die Ehe fortgesetzt würde und Kinder kämen. Nicht wegen Meghans Hautfarbe, sondern wegen Meghans Unfähigkeit und Entschlossenheit, nicht in der Lage zu sein, die kulturellen Unterschiede zu schätzen und Respekt vor der Institution zu haben, in die sie einheiraten würde. Harry ist mit den Einwänden zu Meghan gerannt, Meghan hat ihre Hautfarbe als Waffe eingesetzt.“

### Staatlich finanzierter Personenschutz
Während des Interviews erklärte das Paar, dass ihr Personenschutz und die finanzielle Unterstützung durch die königliche Familie im Jahr 2020 beendet wurden. Dies stand im Gegensatz zu ihrer ursprünglichen Vereinbarung, auf deren Grundlage die Monarchie zuvor mitgeteilt hatte, dass Harrys Vater, Prinz Charles, für ein Jahr weiterhin finanzielle Unterstützung leisten würde. Zusätzlich hätte das Paar das Geld, das in dieser Zeit für seinen Personenschutz ausgegeben wurde, zurückerstattet. Harry fügte hinzu, dass er das Geld, das er von seiner Mutter geerbt hat, für seine Familie verwendet. Sie hinterließ ihm 6,5 Millionen Pfund, die investiert wurden und beträchtliche Zinsen einbrachten. Weitere geschätzte 10 Millionen Pfund wurden Harry zu seinem 30. Geburtstag im Jahr 2014 geschenkt. Harrys Großmutter, Queen Elizabeth, hinterließ ihm und seinem Bruder ebenfalls insgesamt 14 Millionen Pfund, wobei Harry einen größeren Anteil erhielt, da er den Thron nicht besteigen würde. Meghans Vermögen wurde ebenfalls auf fünf Millionen Dollar geschätzt, wovon der größte Teil durch ihre Rolle in der Fernsehserie Suits erworben wurde und sie weiterhin durch Restschecks von Streaming-Diensten bezahlt wird.
HM Treasury ist das Ministerium, das für die Zahlung der Kosten verantwortlich ist, die mit dem Personenschutz der Mitglieder der königlichen Familie verbunden sind. Das Royal and VIP Executive Committee ist das Gremium, das bestimmt, welche Royals und Persönlichkeiten des öffentlichen Lebens rund um die Uhr geschützt werden sollen. Royals, die nicht ständig die Monarchie repräsentieren, wie z. B. Prinzessin Anne und Prinz Edward, erhalten keinen Rund-um-die-Uhr-Schutz, sondern einen staatlich finanzierten Schutz nur, wenn sie königliche Pflichten wahrnehmen. Harrys Cousinen Prinzessin Beatrice und Prinzessin Eugenie haben ihren eigenen Schutz mit ihren privaten Einkünften bezahlt, seit eine Überprüfung durch Scotland Yard im Jahr 2011 zum Ende ihres staatlich finanzierten Personenschutzes geführt hatte. Ihr Vater Prinz Andrew, der sich wegen seiner Verbindungen zu Jeffrey Epstein aus dem öffentlichen Leben zurückgezogen hat, durfte jedoch seine 300.000 Pfund pro Jahr für seinen Personenschutz behalten, selbst nachdem die Metropolitan Police empfohlen hatte, sein Sicherheitsniveau zu senken. Die Königin hat weiterhin seinen Schutz mit ihrem Einkommen aus der Privy Purse bezahlt.
Der Herzog und die Herzogin von Sussex hatten während ihrer Arbeit für die königliche Familie einen Rund-um-die-Uhr-Schutz, von dem auch ihr Sohn profitierte. Ursprünglich wurden Harry und Meghan während ihres Aufenthalts in Vancouver sowohl von der Metropolitan Police als auch von der Royal Canadian Mounted Police beschützt, aber laut Harry wurde der Sicherheitsdienst, der den britischen Steuerzahler 1 Million Pfund pro Jahr gekostet hätte, während der Verhandlungen über die Bedingungen ihres Ausstiegs gestrichen, obwohl sich das Ausmaß der Bedrohung ihrer Sicherheit nicht geändert hatte. Sie mussten ab Ende März 2020 für ihren eigenen Schutz aufkommen. Dies hat eine historische Grundlage: auch Eduard VIII., der spätere Duke of Windsor, verlor nach seiner Abdankung und der Entscheidung, das Vereinigte Königreich zu verlassen, den Personenschutz durch die britische Regierung. Das Paar erwähnte auch, dass sie das Geld, das sie mit ihren Netflix- und Spotify-Deals verdienen, für die Rückerstattung der Renovierungskosten ihrer ehemaligen britischen Residenz Frogmore Cottage verwendet haben, die ursprünglich von Steuergeldern bezahlt wurden.

### Meghans Reisepass und Führerschein
Der Historiker Robert Lacey erklärte, dass Meghans Abgabe ihres Führerscheins Teil der Sicherheitsvorschriften sei, da sie „nicht geschützt“ gewesen wäre, wenn sie selbst Auto gefahren wäre. Königliche Kommentatoren sagten, dass ihr Pass weiter benutzt wurde, wenn sie international reiste – nur die Queen benutzte nie einen –, aber dass er mit anderen persönlichen Dokumenten der Royals an einem sicheren und zugänglichen Ort aufbewahrt worden sei, was „wirklich Routine war, und wahrscheinlich wäre alles für sie zugänglich gewesen, wenn sie es gewollt hätte.“ Die Zeitung The Sun berichtete zudem, dass Meghan in der Zeit, von der sie angab, ihre Ausweise nicht frei zur Verfügung gehabt zu haben, nachweislich 13 internationale Reisen unternommen habe, darunter nach New York, Ibiza, Botswana, Italien und Amsterdam, für die sie ihren Ausweis benutzte.

### Private Ehegelübde
Meghan erklärte, dass sie tatsächlich drei Tage vor ihrer öffentlichen Hochzeit geheiratet hätten – mit einem privaten Austausch von Gelübden am 16. Mai 2018 vor dem Erzbischof von Canterbury. Harry bestätigte dies mit den Worten „Ja, nur wir drei“. Dieser vorgängige Austausch von Gelübden war keine offizielle Eheschließung; für eine solche sind mindestens zwei Zeugen nötig. Nach Einschätzung des Pfarrers Mark Edwards sei der Anlass nur als ein „privates Gespräch“ einzustufen.

### Der Vorfall mit Blumenmädchenkleidern
Monate nachdem Meghan Harry geheiratet hatte, erlangte eine in britischen Medien veröffentlichte Geschichte weite Verbreitung mit der Folge, dass Meghans öffentliches Image Schaden litt. Die Medien hatten berichtet, dass Meghan ihre Schwägerin Catherine, Herzogin von Cambridge, in einem Streit über Blumenmädchenkleider zum Weinen gebracht habe. In dem Interview beharrte Meghan darauf, dass bei dem tatsächlichen Vorfall das Gegenteil der Fall gewesen sei und Catherine Meghan zum Weinen gebracht habe. Sie fügte hinzu, dass „[Catherine] sich entschuldigt und mir Blumen überbracht hat und ein Schreiben, mit dem sie sich entschuldigte“, woraufhin sie ihr „verziehen“ habe. Quellen, die dem Palast nahe stehen, sagten jedoch der „Times“, dass Meghan „Kate die Tür vor der Nase zugeschlagen“ habe, als sie einen Blumenstrauß nach Nottingham Cottage brachte, um sich zu entschuldigen. Eine andere Quelle sagte später zu People, dass „beide Frauen wegen des Vorfalls in Tränen ausbrachen“. In einem Artikel für das Modemagazin Harper's Bazaar behauptete der Autor Omid Scobie von „Finding Freedom“, der Kensington-Palast bat Harry, eine Erklärung zu unterschreiben, um Gerüchte zu zerstreuen, dass sein Bruder William Meghan und ihn schikanieren würde, worauf Meghan per E-Mail antwortete: „Nun, wenn wir jetzt einfach irgendeine Erklärung rausschmeißen, dann kann KP vielleicht endlich richtigstellen, dass ich [Catherine nicht zum Weinen gebracht habe].“ Scobie sagte, dass Meghans Vorschlag ignoriert wurde, wobei der Palast sagte, die Herzogin von Cambridge könne sich nicht in solche Gerüchte einmischen. Im Dezember 2018 dementierte ein Sprecher des Kensington Palastes jedoch Gerüchte über ein Zerwürfnis zwischen den beiden Frauen. In „Finding Freedom“ hatte Scobie zuvor gesagt, dass es laut einer Quelle „keine Tränen von irgendjemandem gab. Und am Ende war die Anprobe in Ordnung. Kate und Meghan waren beide ein wenig gestresst, aber Profis im Raum.“

### Hilfe bei psychischen Problemen
In ihrem Interview gab Meghan an, dass sie, als sie unter psychischen Problemen litt, Hilfe bei der Personalabteilung des Palastes suchte, aber abgewiesen wurde, da sie keine „bezahlte Angestellte der Institution“ sei. Der Königsfamilie steht jedoch intern rund um die Uhr ein medizinisches Team zur Verfügung, ein sogenannter Medical household und in-house-doctors, sodass es verwunderlich ist, dass sie nicht dort um Hilfe ersuchte. Laut dem Journalisten Jonny Dymond gibt es außerdem „keine Personalabteilung für die arbeitenden Royals, weil sie Familie sind“. Die HR-Manager sind nur für königliche Mitarbeiter der unteren Ebene und den Haushalt verantwortlich. Die Inanspruchnahme einer privaten Therapie wiederum stellt keinen Präzedenzfall in der königlichen Familie dar: Der Vater der Königin, König George VI., bekam wegen seines Stotterns in den 1920er bis Mitte der 1940er Jahre Hilfe bei dem Sprachtherapeuten Lionel Logue. Prinzessin Margaret, die verstorbene Schwester der Königin, wurde von dem Psychiater Mark Collins wegen Depressionen behandelt, nachdem sie in den 1970er Jahren einen Nervenzusammenbruch erlitten hatte. Und Harrys Vater, Prinz Charles, besuchte 14 Jahre lang Therapiesitzungen bei Alan McGlashan. Selbst Harry räumte 2017 ein, dass er noch Jahre nach dem Tod seiner Mutter Diana eine Beratung aufsuchte.

### Montage mit Schlagzeilen
Am 12. März 2021 schrieben die Anwälte von Associated Newspapers einen Brief an ViacomCBS und forderten die Rücknahme einer in dem Special gezeigten Montage, „die vorgab, Schlagzeilen aus britischen Zeitungen zu zeigen“. Als Beispiel wurde eine Bildsendung genannt, die die Schlagzeile der Daily Mail „Meghans Samen wird unsere königliche Familie beflecken“ enthielt, die nach Angaben des Unternehmens eine bearbeitete Version des Originals war, das über die Suspendierung eines UKIP-Politikers wegen rassistischer Texte berichtete. Die Vertreter argumentierten, dass die Schlagzeilen entweder frisiert oder aus dem Zusammenhang gerissen wurden, um eine „irreführende“ Darstellung zu präsentieren. Ein Drittel der Schlagzeilen stammte aus Klatschmagazinen, die nicht in Großbritannien, sondern in Australien oder den USA veröffentlicht wurden.
Unter den dargestellten Schlagzeilen, die laut Winfrey „[Meghan] keine andere Wahl ließen, als zu kündigen“, war eine Kolumne von Michael Deacon mit dem Titel „Das wirkliche Problem mit Meghan Markle: Sie spricht einfach nicht unsere Sprache“, die im Dezember 2020, elf Monate nach der Entscheidung des Paares, Großbritannien zu verlassen, veröffentlicht wurde und in der es um ihren Gebrauch von „Hippie-Unternehmensführungssprache“ ging. Harpo Productions veröffentlichte später eine Stellungnahme, in der es hieß: „Prinz Harry und Meghan, der Herzog und die Herzogin von Sussex, haben in dem Interview ihre persönliche Geschichte geteilt. Wir stehen zu der Sendung in ihrer Gesamtheit.“ ITV sagte später, dass sie einige der irreführenden Schlagzeilen herausschneiden würden.

### Kommerzielle Vereinbarungen
In dem Interview erklärte Prinz Harry, dass ihre kommerziellen Deals mit Netflix und Spotify „nie Teil des Plans“ waren und auf Anregung einer dritten Partei zustande kamen, um die Sicherheitskosten zu finanzieren, nachdem sie finanziell abgeschnitten wurden. Der Daily Telegraph berichtete später, dass Meghan und Harry bereits ein Jahr vor ihrem Ausscheiden aus dem Königshaus Gespräche über „gut ausgearbeitete Vorschläge“ mit dem inzwischen eingestellten Streaming-Dienst Quibi geführt hatten. Das Paar traf sich Berichten zufolge „im Laufe des Jahres 2019“ mit Jeffrey Katzenberg und anderen Führungskräften, wobei angeblich geplant war, „eine eigene Serie von 10-Minuten-Videos [...] zu diskutieren“.

## Reaktionen

### In den Medien
Vor Ausstrahlung des Interviews schrieb der amerikanische Fernsehsender NBC von „täglichen Episoden des königlichen Dramas in Form von undichten Stellen, Gegendarstellungen und gut getimten Vorschaufilmen“, die „möglicherweise dazu gedacht waren, vor dem Interview Spannung aufzubauen“. Eine CNN-Analyse nach der Ausstrahlung stellte jedoch fest, dass trotz der Vorschau-Clips, die in der Woche vor der Ausstrahlung für Aufmerksamkeit sorgten, „[Winfreys] Team sicherstellte, dass nichts durchsickerte“ in Bezug auf die größten Behauptungen im Interview, was dann zu einem „maximalen Schockwert“ führte.
Am Tag der Ausstrahlung in den USA wurde in der britischen Zeitung The Observer kommentiert, dass „… in den Vereinigten Staaten anglophile und amateurhafte Royal-Beobachter sich einfach zurücklehnen und die Show verschlingen.“
Linda Holmes von NPR stellte fest, dass das Special „schmerzhaft und persönlich und schonungslos über die Kosten von all dem war, besonders für Meghan, und es war nichts, was die königliche Familie begeistert hätte, wenn die Leute es gehört hätten.“ The Hollywood Reporter schrieb, dass die Gartenkulisse und Meghans Garderobe „das zweistündige Interview mit einer Art kalifornischer Lässigkeit ausstatteten, die die vielen erschütternden und emotionalen Enthüllungen, die folgten, Lügen strafte.“ Die Publikation sagte auch, es sei „schockierend, wie relativ offen Harry über seine Familie war.“ The Economist schrieb, dass die Enthüllungen des Interviews „ein Echo von Prinzessin Dianas Erfahrung“ seien und „auch ein Abbrennen von Brücken darstellen“. Rachel Brodsky von The Independent merkte an, dass „das Paar vielleicht nie frei von dem Monstergriff der Boulevardpresse sein wird. Aber zumindest, wie Harry und Meghan gezeigt haben […] können sie Teil der Konversation sein. Und das ist ihre Entscheidung, die sie treffen müssen.“ Anita Sign vom The Daily Telegraph bezeichnete das Interview als „eine Mischung aus direkt aus dem Herzen und inszeniert“ und schrieb, dass es „wirklich die Meghan- und Oprah-Show war, und die beiden Frauen ergänzten sich gegenseitig perfekt“. Lucy Mangan vom The Guardian lobte Winfrey für ihre „patentierte Mischung aus Wärme, Einfühlungsvermögen und Hartnäckigkeit, [die] sie immer noch zur Besten im Geschäft macht“, und schrieb, dass Winfreys „ungläubige“ Reaktion auf die Kommentare über Archies Hautfarbe „ein faszinierendes Maß an allgemeiner Ignoranz […] in der Art und Weise, wie die englische Aristokratie agiert“, zeige.
Die Washington Post bewertete die Reaktion der britischen Medien auf das Interview als „entsetzt“. Britische Boulevardzeitungen, deren Praktiken in dem Interview stark kritisiert wurden, berichteten besonders negativ über das Interview. Die Medien in den Vereinigten Staaten reagierten hingegen im Allgemeinen positiv auf das Interview.
Die deutsche Entertainerin Désirée Nick verfasste einen satirisch-kritischen Kommentar, der unter anderem hinterfragte, wieso Meghan „diese gigantische Babyshower-Party in New York City geschmissen, einen Partytrip mit Freunden nach Amsterdam organisiert, im Soho House einen Junggesellinnenabschied geschmissen“ hätte und bei „zahllosen Mental Charitys Vorsitzende“ wäre, aber „nicht zum Hörer greifen und die Nummer eines Therapeuten in der Harley Street wählen“ könne.
Das Magazin T-online berichtet, dass an dem Interview nicht nur inhaltlich, sondern auch am Zeitpunkt der Veröffentlichung Kritik geübt würde, da der 99-jährige Prinz Philip, Ehemann der Queen, zum Zeitpunkt der Ausstrahlung in „nicht stabilem Zustand“ mit einer Infektion und Herzproblemen im Krankenhaus lag.

### Piers Morgans Äußerungen
In der Ausgabe vom 8. März 2021 der ITV-Morgensendung Good Morning Britain bestritt der Moderator Piers Morgan den Wahrheitsgehalt von Markles Selbstmordgedanken und erklärte: „Ich glaube kein Wort von dem, was sie sagt. […] Ich würde ihr nicht glauben, wenn sie mir einen Wetterbericht vorlesen würde.“ Piers war kurzzeitig mit Markle befreundet, bevor sie die Herzogin von Sussex wurde und behauptet, sie habe früh in ihrer Beziehung mit Prinz Harry den Kontakt zu ihm abgebrochen.
Morgans Bemerkungen stießen auf sofortige Gegenreaktionen; in der Ausgabe von Good Morning Britain vom 9. März 2021 distanzierte sich Morgan wieder von dem Kommentar und erklärte, dass „wenn sich jemand so fühlt, sollte er die Behandlung und die Hilfe bekommen, die er braucht, jedes Mal. Zu jeder Zeit. Und wenn sie zu einer Institution wie der königlichen Familie gehören, sollten sie diese Hilfe suchen und bekommen. Es steht mir nicht zu, in Frage zu stellen, ob sie sich selbstmordgefährdet gefühlt hat; ich bin nicht in ihrem Kopf und es ist an ihr, das zu sagen.“ In Anspielung auf Morgans vergangene kurze Freundschaft mit Meghan Markle kommentierte Co-Moderator Alex Beresford: „Sie hat das Recht, den Kontakt zu dir abzubrechen, wenn sie das will. Hat sie irgendetwas über dich gesagt, seitdem sie den Kontakt abgebrochen hat? Ich glaube nicht, dass sie das getan hat, aber trotzdem redest du sie weiter schlecht.“ Als Reaktion auf diesen Kommentar verließ Morgan kurz das Studio; Beresford entschuldigte sich bei den Zuschauern mit dem Argument, dass Morgan „regelmäßig aus dem Nähkästchen plaudert“ und „die Fähigkeit hat, aus einer Position heraus zu sprechen, die er nicht vollständig versteht“.
Später am selben Tag kündigte die britische Telekom- und Rundfunkregulierungsbehörde Ofcom an, dass sie die Sendung Good Morning Britain vom 8. März 2021 wegen Verstöße gegen den Broadcasting Code untersuchen würde, nachdem sie über 41.000 Beschwerden von Zuschauern erhalten hatte. Kurz darauf gab Morgan bekannt, dass er Good Morning Britain mit sofortiger Wirkung verlassen werde.

### Politische Reaktion
Laut BBC News führte das Interview zu „Krisensitzungen mit hochrangigen Royals“. Der britische Premierminister Boris Johnson lehnte einen Kommentar ab, als er gefragt wurde, ob er glaube, dass die königliche Familie rassistisch sei, und sagte: „Wenn es um Angelegenheiten geht, die mit der königlichen Familie zu tun haben, ist es das Richtige für den Premierminister, nichts zu sagen“. Der britische Oppositionsführer Keir Starmer sagte, Meghans Behauptungen über Rassismus und einen Mangel an psychischer Unterstützung sollten „sehr, sehr ernst“ genommen werden. Die Schattenbildungsministerin Kate Green sagte, die Anschuldigungen seien „wirklich erschütternd“ und „schockierend“. Die Pressesprecherin des Weißen Hauses Jen Psaki und des US-Präsidenten Joe Biden berichtete, er würde jeden loben, der den Mut habe, über psychische Gesundheit zu sprechen.
Zwei Tage später veröffentlichte der Buckingham-Palast eine Stellungnahme, in der es hieß: „Die aufgeworfenen Fragen, insbesondere die der Hautfarbe, sind besorgniserregend. Während einige Erinnerungen variieren können, werden sie sehr ernst genommen und von der Familie privat angesprochen werden. Harry, Meghan und Archie werden immer sehr geliebte Familienmitglieder sein.“

### Öffentliche Meinung
Eine von YouGov am 8. März 2021 durchgeführte Umfrage, die nach der amerikanischen und kanadischen Ausstrahlung, aber vor der Ausstrahlung in Großbritannien durchgeführt wurde, ergab, dass eine Mehrheit der Erwachsenen in Großbritannien wenig Sympathie für das Paar Sussex hat. Während 56 % antworteten, sie hätten „gar keine“ oder „nicht sehr viel“ Sympathie, hatten 17 % „ziemlich viel“ Sympathie, 12 % hatten „viel“ Sympathie und 15 % gaben an, sie hätten keine Meinung dazu. Eine andere Umfrage von YouGov im gleichen Zeitraum ergab, dass 21 % der britischen Erwachsenen das Interview für „angemessen“ und 47 % für „unangemessen“ hielten; im Gegensatz dazu bezeichneten 44 % der amerikanischen Erwachsenen es als „angemessen“ und 20 % als „unangemessen“.